# L'istruttoria
L'istruttoria. Oratorio in undici canti (Die Ermittlung. Oratorium in 11 Gesängen) è un'opera teatrale del drammaturgo tedesco Peter Weiss che descrive i Processi di Francoforte del 1963-1965, dei quali l'autore fu osservatore.
Il dramma si basa sulle note prese da Weiss - e parzialmente dai resoconti redatti da Bernd Naumann per la «Frankfurter Allgemeine Zeitung» - durante le sedute dei processi penali contro un gruppo di SS e di funzionari del Lager di Auschwitz, che si tenne a Francoforte sul Meno tra il 10 dicembre 1963 e il 20 agosto 1965. Questo fu il primo processo voluto dal governo tedesco per giudicare le responsabilità del nazismo nella tragedia dell'olocausto. Nelle 183 giornate di processo vennero ascoltati 409 testimoni, 248 dei quali sopravvissuti al campo di sterminio. La sentenza fu emessa il 19 agosto del 1965; 6 imputati furono condannati all'ergastolo, 11 furono condannati dai 3 ai 14 anni di prigione, 3 furono assolti.
Il titolo originale Die Ermittlung non significa solo "istruttoria" in senso giuridico, ma è anche indagine, o "accertamento della verità", connotando questo testo come documento di testimonianza civile. I personaggi del giudice, del difensore, del procuratore, i diciotto accusati e i nove testimoni anonimi (ognuno dei quali dà voce alle parole di più di un testimone reale) danno vita a questo oratorio civile e documentario nel quale l'intera drammaturgia non si discosta mai da parole realmente pronunciate nell'aula del tribunale.
Il dramma fu rappresentato per la prima volta il 19 ottobre del 1965, contemporaneamente, in 15 diversi teatri.
In Italia l'allestimento più celebre è quello con la regia di Gigi Dall'Aglio del 1983 per il Teatro Due di Parma. 

## Gli 11 canti
I canti, in brevi versi liberi, descrivono uno dopo l'altro gli aspetti della reclusione e del percorso di morte all'interno del campo di sterminio di Auschwitz, come veri e propri gironi infernali danteschi:

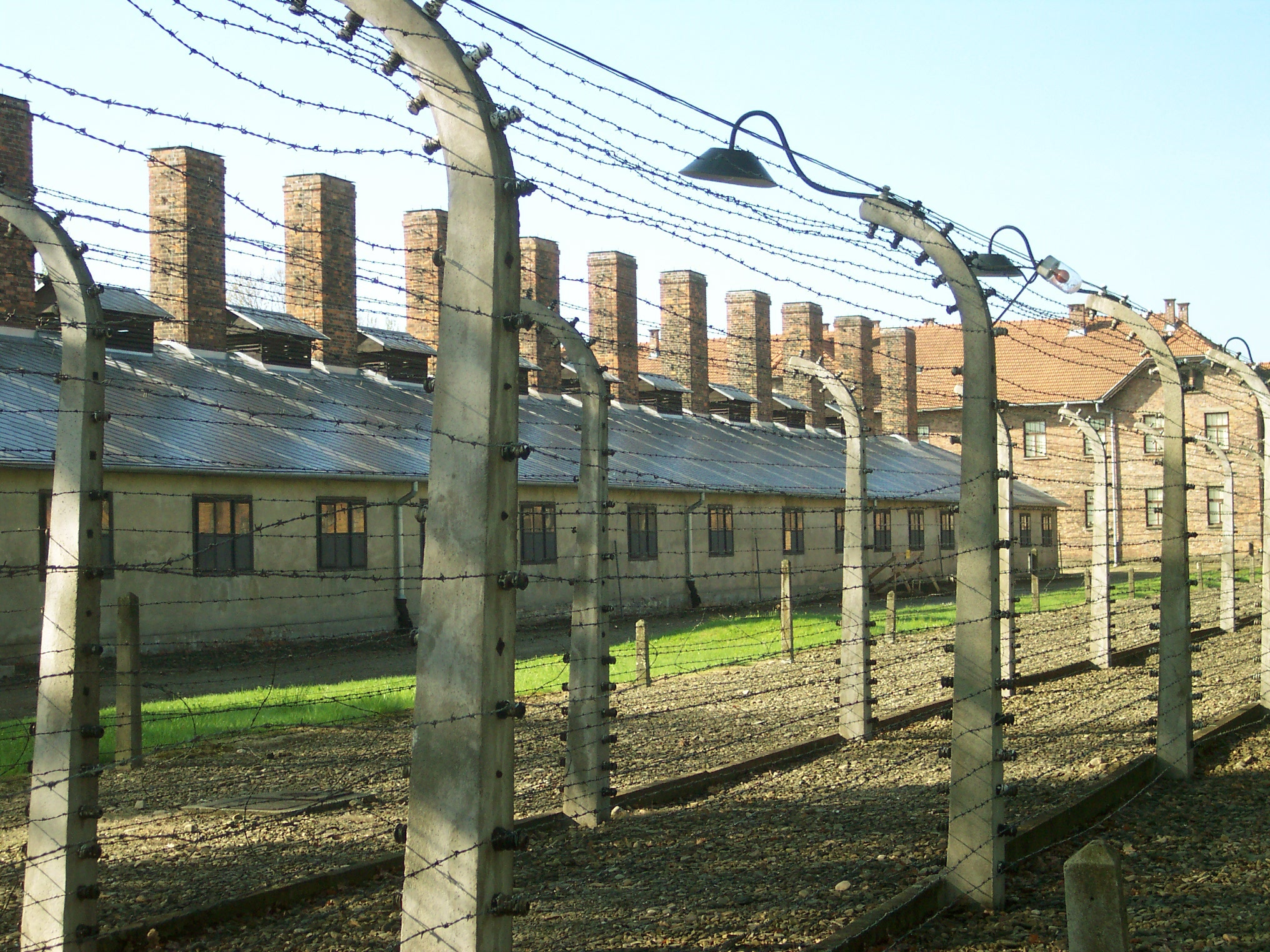
Il lager di Auschwitz

1. il canto della banchina descrive l'arrivo ad Auschwitz dei treni piombati e la successiva selezione dei prigionieri tra coloro che furono destinati alla morte immediata e quelli destinati al lager;
2. il canto del lager è la panoramica del campo, descritto tecnicamente nelle sue installazioni e dimensioni, con freddezza documentaristica;
3. il canto dell'altalena descrive alcune delle innumerevoli torture, tra cui quella del titolo, particolarmente crudele;
4. il canto della possibilità di sopravvivere descrive i meccanismi con cui ad alcuni era data possibilità di rimandare la propria morte, in cambio di un certo grado di collaborazione con i carnefici;
5. il canto della fine di Lili Tofler, unica tra le vittime a mantenere nel testo la propria identità, acquistando una valenza simbolica;
6. il canto del sottufficiale Stark descrive i crimini di questo militare, che partecipò alle selezioni, gassificazioni e fucilazioni, e il suo atteggiamento durante il processo, in cui rifiutò ogni critica al suo operato.
7. il canto della parete nera si riferisce al muro utilizzato per le fucilazioni;
8. il canto del fenolo descrive le sperimentazioni dolorosissime effettuate sui prigionieri e le iniezioni mortali di fenolo;
9. il canto del Bunkerblok descrive i canili utilizzati come celle di punizione, in cui i detenuti venivano rinchiusi fino alla morte;
10. il canto del Zyklon B descrive le camere a gas;
11. il canto dei forni descrive la cremazione dei cadaveri.